# Джосак Олександр Миколайович
Олекса́ндр Микола́йович Джосак — старший сержант Збройних сил України.

## З життєпису
Співробітник центру розмінування, за контрактом перебував в складі литовського підрозділу при виконанні миротворчої місії у Афганістані з червня 2012 року.
Станом на березень 2017 року — старший інструктор; 143-й центр розмінування.

## Нагороди
19 липня 2014 року — за особисту мужність і героїзм, виявлені у захисті державного суверенітету та територіальної цілісності України, вірність військовій присязі під час російсько-української війни, відзначений — нагороджений орденом «За мужність» III ступеня.